# Antonia Pi-Suñer Llorens
Antonia Pi-Suñer Llorens (1936) es una historiadora e investigadora mexicana. Forma parte del Sistema Nacional de Investigadores de México y es integrante de la Academia Mexicana de la Historia.

## Trayectoria
Antonia Pi-Suñer Llorens nació en 1936 en Barcelona, España, en el seno de una familia de políticos e intelectuales catalanes. Su padre, César Pi-Suñer, desempeñó un papel destacado en la vida pública de Cataluña. En 1939, tras el estallido de la Guerra Civil Española y la posterior victoria del régimen franquista, Antonia llegó a México como refugiada junto a su familia, con apenas tres años de edad.
Ya en México, Pi-Suñer se integró plenamente en el ámbito académico. Realizó sus estudios superiores en la Facultad de Filosofía y Letras de la Universidad Nacional Autónoma de México (UNAM), donde obtuvo los títulos de licenciada, maestra y doctora en Historia, siempre con mención honorífica. Su tesis doctoral se centró en la relación del General Joan Prim con México, abordando temas fundamentales de las relaciones diplomáticas entre España y México en el siglo XIX.
Actualmente, es profesora emérita en la UNAM y cuenta con el PRIDE nivel D. Además, es miembro del Sistema Nacional de Investigadores (SNI) en el nivel III, el más alto de esta institución. También forma parte de la Academia Mexicana de Ciencias y ha sido distinguida como miembro honorífico de la Academia Mexicana de la Historia.
Pi-Suñer es una de las principales especialistas en la historia mexicana del siglo XIX, con énfasis en las relaciones entre México y España. Ha sido pionera en este campo, publicando seis libros de referencia que han sido ampliamente aceptados tanto en México como en España, convirtiéndose en obras fundamentales para los estudios de la época.

## Obra
- México y España durante la república restaurada (1985)
- El General Prim i la "qüestió de Mèxic" (1991)
- La deuda española en México (1992)
- Una historia de encuentros y desencuentros. México y España en el siglo XIX (2001)
- La deuda española en México. Diplomacia y política en torno a un problema financiero, 1821-1890 (2006)

### En colaboración
- México en el Diccionario universal de historia y geografía. V. I. Universidad, colegios y bibliotecas (2000, con Arturo Soberón)

## Premios y reconocimientos
- Premio Gastón García Cantú del Instituto Nacional de Estudios Históricos de las Revoluciones de México.[2]
- Integrante de la Academia Mexicana de Historia
- Sistema Nacional de Investigadores nivel III desde 2011